# Pseudomonas denitrificans
Las bacterias Pseudomonas denitrificans son usadas para la producción industrial de vitamina B12 en biorreactores.
También ocupan un papel importante en el ciclo del nitrógeno, pues son las encargadas de transformar el nitrato [NO3] en compuestos nitrogenados [N2].